# Улица Истиклол (Ташкент)
Улица Истиклол (до 1917 года — Воронцовский проспект, до 1961 года улица Сталина, до 1965 года — улица Братская, до 2013 года — улица Хадичи Сулеймановой, часть улицы носила название улицы Хорезмской) — улица в центре Ташкента, и идёт от улицы Буюк Турон до улицы Истикбол.

## История
Улица Истиклол — одна из старейших улиц города, возникшая в 1865 году на месте рва вдоль южной стены старой Урды. Протяженность 1,7 км. До революции на этой улице размещались крупные административные и культурно-просветительные учреждения. В 1873 году на этой улице было построено здание канцелярии туркестанского генерал-губернатора (в советское время там располагалась Республиканская научно-техническая библиотека, д. 18).
На противоположном углу с 1870 года находилась Туркестанская публичная библиотека (ныне Национальная Библиотека им. Алишера Навои) и химическая лаборатория. В 1876 году в отдельно выделенных при лаборатории комнатах разместился первый в Средней Азии туркестанский краеведческий музей (в 1948 году на этом месте было построено новое 2-этажное здание библиотеки им. Алишера Навои).

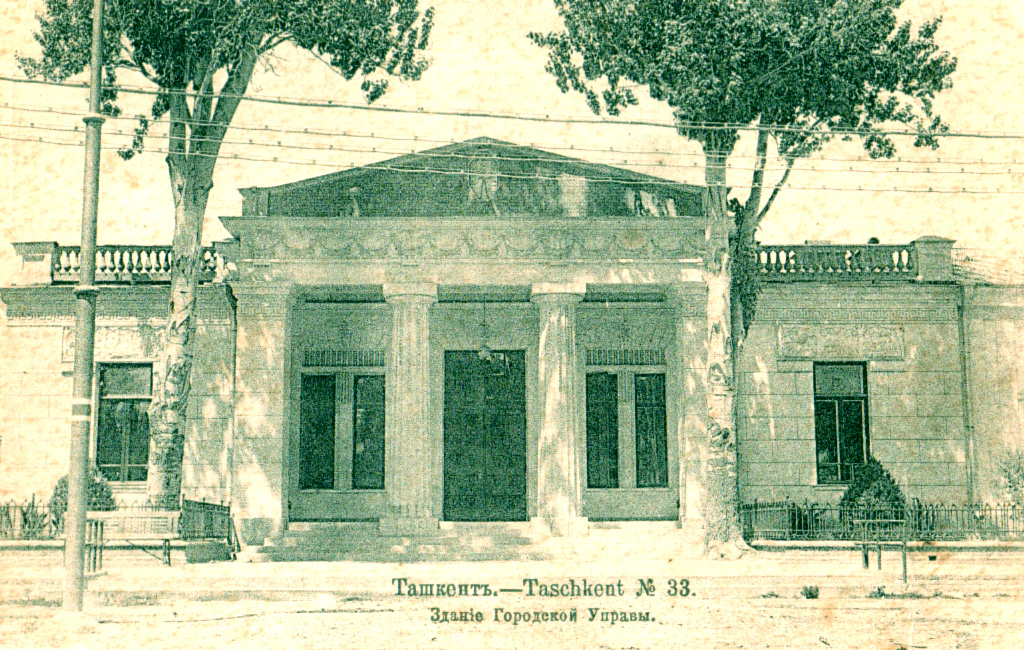
Здание городской управы Ташкента

В 1899 году напротив библиотеки построено здание Городской думы в стиле классической архитектуры (арх. Гамбургер). В связи с реконструкцией улицы здание думы снесено, на его месте построено здание Госплана Узбекистана.
В 1885 году вдоль Воронцовского проспекта был заложен сад (ПКиО ОДО). На углу улиц Сулеймановой и Иканской сохранился одноэтажный, построенный по проекту архитектора Сваричевского, в начале 90-х годов прошлого века в здании находилось узбекское общество дружбы и культурных связей с зарубежными странами, до этого МИД УзССР.
С 1889 года по 1899 год в доме № 47 по Воронцовскому проспекту с родителями на казённой квартире проживал А. Ф. Керенский, ставший впоследствии известным российским политическим и общественным деятелем, министром-председателем Временного правительства России в 1917 году.
Вблизи улицы располагается станция метро «Площадь Независимости» (узб. Mustaqillik maydoni).

## Фотографии улицы

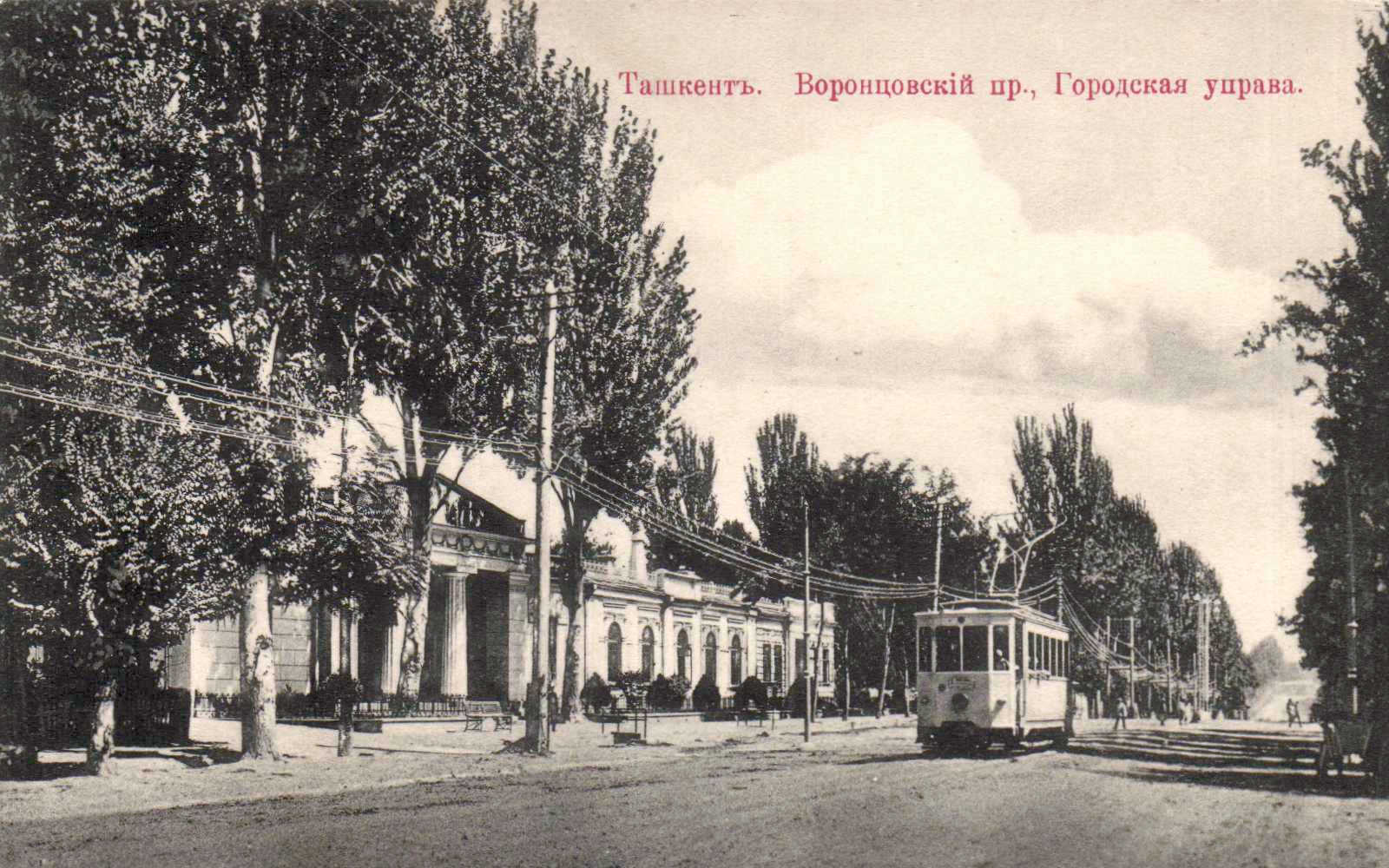
Ташкент. Воронцовский проспект. Здание городской управы
Ташкент. Здание на улице Академика Сулеймановой, дом 33. 2009 год